# Kyocera Dome Osaka
Kyocera Dome Osaka (京セラドーム大阪 Kyōsera Dōmu Ōsaka) (tên chính thức: Osaka Dome (大阪ドーム Ōsaka Dōmu)) là một sân vận động bóng chày nằm ở Ōsaka, Ōsaka, Nhật Bản. Được khánh thành vào năm 1997, đây từng là sân nhà của Osaka Kintetsu Buffaloes. Năm 2005, sau khi hai câu lạc bộ Orix BlueWave và Osaka Kintetsu Buffaloes hợp nhất thành Orix Buffaloes, sân vận động này trở thành một trong những sân nhà chính thức của Orix Buffaloes. Trước khi Osaka Dome được khánh thành, Osaka Kintetsu Buffaloes thi đấu các trận đấu trên các sân nhà tại Sân vận động Fujiidera và Sân vận động Nissei. Hanshin Tigers cũng sử dụng sân vận động này làm "sân nhà" cho trận mở màn mùa giải và các trận đấu trên sân nhà vào tháng 8 của đội vì sân nhà của Tigers, Sân vận động Hanshin Koshien, được sử dụng cho các giải đấu bóng chày trung học trong thời gian đó.
Kyocera Dome Osaka đã tổ chức các giải đấu võ thuật tổng hợp Pride Total Elimination 2005 và Pride Total Elimination Absolute.

## Quyền đặt tên của Kyocera
Công ty con của Kyocera Corporation Kyocera Document Solutions Incorporated đã quảng cáo tại Osaka Dome từ tháng 4 năm 2003. Công ty TNHH Mái vòm Thành phố Osaka đã đề nghị Kyocera quyền đặt tên cho sân vận động có mái vòm vào tháng 1 năm 2006. Vào ngày 2 tháng 3 năm 2006, Kyocera đã nắm được quyền đặt tên của sân vận động mái vòm và nó đã được lên kế hoạch được đặt tên là " Kyocera Dome Osaka (京 セ ラ ド ー ム 大阪)" vào ngày 1 tháng 4. Tuy nhiên, hợp đồng ký kết đã bị trì hoãn đến ngày 1 tháng 7 do công ty Dome tổ chức lại. Hợp đồng ban đầu có thời hạn 5 năm, và sau đó nó đã được gia hạn nhiều lần.